# Rhodospatha acosta-solisii
Rhodospatha acosta-solisii är en kallaväxtart som beskrevs av Thomas Bernard Croat. Rhodospatha acosta-solisii ingår i släktet Rhodospatha och familjen kallaväxter. Inga underarter finns listade.